# NCAA Division I Men’s Tennis Championships 2005
Bei den NCAA Division I Men’s Tennis Championships wurden 2005 die Herrenmeister im US-amerikanischen College Tennis ermittelt. Gespielt wurde vom 21. bis zum 30. Mai in College Station, Texas. Als Gastgeberin fungierte die Texas A&M University.
Seit 2006 werden die Damen- und Herrenmeisterschaften am selben Ort gespielt.

## Mannschaftsmeisterschaften
| Nr. | Spieler    | Erreichte Runde |
| --- | ---------- | --------------- |
| 01. | Baylor     | Finale          |
| 02. | Virginia   | Viertelfinale   |
| 03. | Ole Miss   | Halbfinale      |
| 04. | Florida    | Halbfinale      |
| 05. | Illinois   | Achtelfinale    |
| 06. | Georgia    | Viertelfinale   |
| 07. | UCLA       | Sieg            |
| 08. | Pepperdine | Viertelfinale   |

| Nr. | Spieler        | Erreichte Runde |
| --- | -------------- | --------------- |
| 09. | Duke           | Achtelfinale    |
| 10. | Tennessee      | Achtelfinale    |
| 11. | LSU            | Achtelfinale    |
| 12. | Kentucky       | 2. Runde        |
| 13. | Oklahoma State | 2. Runde        |
| 14. | Texas Tech     | Achtelfinale    |
| 15. | Washington     | Achtelfinale    |
| 16. | Texas A&M      | Achtelfinale    |

## Einzel
| Nr. | Spieler            | Erreichte Runde |
| --- | ------------------ | --------------- |
| 1.  | Benedikt Dorsch    | Sieg            |
| 2.  | Sam Warburg        | 1. Runde        |
| 3.  | Jesse Witten       | Viertelfinale   |
| 4.  | Cătălin-Ionuț Gârd | Viertelfinale   |
| 5.  | Ludovic Walter     | 2. Runde        |
| 6.  | Luben Pampoulov    | Rückzug         |
| 7.  | Ryler DeHeart      | Achtelfinale    |
| 8.  | Aleksandar Vlaski  | 1. Runde        |

| Nr.    | Spieler             | Erreichte Runde |
| ------ | ------------------- | --------------- |
| 9.–16. | Franticek Babej     | Achtelfinale    |
| 9.–16. | Benjamin Becker     | Achtelfinale    |
| 9.–16. | KC Corkery          | 1. Runde        |
| 9.–16. | Benjamin Kohllöffel | Viertelfinale   |
| 9.–16. | Jerry Makowski      | Achtelfinale    |
| 9.–16. | Connor Niland       | 2. Runde        |
| 9.–16. | Sven Swinnen        | 2. Runde        |
| 9.–16. | Pierrick Ysern      | Finale          |

## Doppel
| Nr. | Paarung                         | Erreichte Runde |
| --- | ------------------------------- | --------------- |
| 1.  | John Isner Antonio Ruiz Rosales | Sieg            |
| 2.  | Sam Warburg KC Corkery          | Halbfinale      |
| 3.  | Benedikt Dorsch Matija Zgaga    | Viertelfinale   |
| 4.  | Scott Green Ross Wilson         | 1. Runde        |

| Nr.   | Paarung                         | Erreichte Runde |
| ----- | ------------------------------- | --------------- |
| 5.–8. | Hamid Mirzadeh Greg Ouellette   | 1. Runde        |
| 5.–8. | Ken Skupski Mark Growcott       | Finale          |
| 5.–8. | Scott Doerner Pedro Rico García | 1. Runde        |
| 5.–8. | Ben Rogers Ockie Oosthuizen     | 1. Runde        |